# 哈維爾·米萊
哈维尔·赫拉尔多·米莱（西班牙語：Javier Gerardo Milei，發音：[xaˈβjeɾ xeˈɾaɾ.ðo miˈlej] ⓘ；1970年10月22日—），阿根廷政治人物、奥地利学派经济学家，現任阿根廷总统。米莱曾在大学教授经济学课程，撰写关于经济和政治的文章，并主持相关的电台节目。他的观点在阿根廷政坛具有独特性。
米莱于2021年12月当选为阿根廷国家众议院議員，隶属“自由前进”党。作为国会议员，他主要专注于批评他认为的阿根廷政治精英及其高政府支出倾向，较少参与立法工作，且承诺不增加税收，并通过每月抽奖捐出自己的国会议员工资。
他于2023年参与阿根廷总统选举，竞选搭檔为比利亚鲁埃尔。在2023年8月阿根廷初选中，米莱以29.86%的得票率成为得票最多的候选人，在全国范围内领先，并在16个选区中位居第一。尽管在2023年10月的总统选举第一轮投票中未能获胜（米莱获得29.98%选票，竞争对手马萨获得36.68%选票），但由于没有候选人获得超过45%的选票，决选于11月19日举行。在第二轮投票中，米莱以55.95%的得票率击败马萨，成功当选新一任阿根廷总统。
米莱因其鲜明的个性、独特的个人风格以及强大的媒体影响力而著称。政治立场上，他被广泛视为右翼民粹主义者和右翼自由意志主义者，主张对阿根廷的财政和结构政策进行深刻改革。他支持自由选择的政策，涉及毒品、枪支、性工作和同性婚姻等议题，同时反对墮胎和安樂死。在社会政策上，米莱的立场被认为是保守或极保守的。在经济政策方面，他倡导自由放任经济，并自称为“理论上是无政府资本主义者，实践中是最小政府主义者”。在外交政策上，他倡导与美国、英国和以色列建立更密切的关系，并在俄罗斯入侵乌克兰事件中支持乌克兰。
2024年，米莱被美國《時代雜志》评选为“最具影响力百位领导人之一”。杂志指出，米莱作为坚定的反共主義者，拒絕加入金磚國家，并致力于与美国和美國和以色列加强盟友关系，將間接影響拉丁美洲的政治经济格局。

## 早期生活
哈维尔·米莱于1970年10月22日出生在阿根廷布宜诺斯艾利斯的巴勒莫区。他的父輩具有意大利血統，祖父母于1926年从意大利卡拉布里亚移民至阿根廷。父亲诺贝尔托·米莱（Norberto Milei）曾是巴士司機，后成为商人；母亲阿莉西亚·卢西奇（Alicia Lucich）是家庭主妇，拥有克罗地亚血统。米莱在德沃托社区长大，后来搬到萨恩斯·佩尼亚区。他们家族与乌拉圭电视节目主持人罗德里戈·卢西奇（Rodrigo Lussich）有亲戚关系，卢西奇表示他们的祖父母曾从克罗地亚移民到阿根廷。此外，米莱在2024年透露，通过母系家族，他发现自己是犹太人，而他的外祖父在去世前曾是拉比。
根据米莱的说法，他的父母曾对他实施体罚和口头虐待，这导致他与父母断绝了长达十年的联系，并将他们视为已故。他得到了外祖母和妹妹卡丽娜的支持，并与妹妹保持亲密关系，称她为“老板”。
米莱曾就读于天主教学校，包括卡尔德纳尔·科佩洛中学。在学校里，由于他言辞激烈，经常爆发情绪，他被同学们戏称为“埃尔洛克”（西班牙语：El Loco，意为“疯子”）。在青少年时期和年轻时，米莱曾在一支名为“Everest”的翻唱乐队中担任歌手，乐队主要演唱滚石乐队的歌曲。他还曾是查卡里塔·胡尼奥尔斯足球队的守门员，直到1989年阿根廷发生严重的恶性通货膨胀，米莱决定投身经济学事业。
米莱表示，1980年代初期，由于经济部长何塞·阿尔弗雷多·马丁内斯·德·奥斯的政策失误导致恶性通货膨胀，他开始对经济学产生兴趣，决定不再继续从事足球运动。他学习了经济学基础课程和供需法则，并发现这些理论与当时的经济现实存在矛盾。他回忆说，曾在超市看到人们争相抢购商品，这促使他深入研究经济学，试图理解这一现象。

## 职业

### 教育和工作

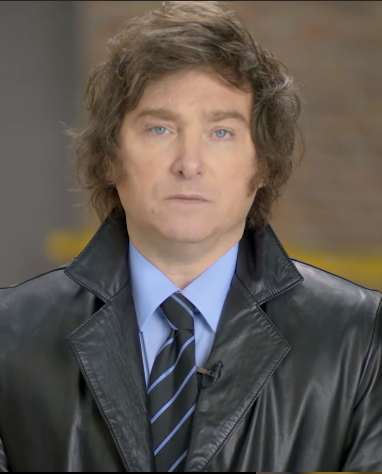
2021年的米莱

米莱获得了贝尔格拉诺私立大学的经济学學士学位，并在阿根廷经济与社会发展研究所和托尔夸托·迪泰拉私立大学获得了两个硕士学位。
米莱从事经济学教学工作超过20年，教授宏观经济学、经济增长学、微观经济学以及经济学数学等课程。他专注于经济增长，并曾在阿根廷和国外的多所大学教授多门经济学科。到2016年，他已撰写了50多篇学术论文，并出版了9本书，其中包括《自由主义之路》（El camino del libertario）。自2016年以来，他致力于将奧地利學派与货币主义结合起来，因为他认为本·伯南克是有史以来最伟大的央行行长。
米莱曾担任玛克萨菲养老金公司（Máxima AFJP，一家私人养老金公司）的首席经济学家，布罗达研究所（Estudio Broda，一家金融咨询公司）的首席经济学家，以及国际投资争端解决中心的政府顾问。他还曾擔任滙豐銀行的高级经济学家，并在多个国家和政府公共机构担任首席经济学家。此外，他曾在私营公司Corporación América担任经济学家及爱德华多·欧内基安的财务顾问。自2012年以来，他一直领导阿科达基金会（Fundación Acordar，一个阿根廷国家智库）经济研究部门，此外，還是B20峰會、國際商會经济政策小组（G20顾问）和世界經濟論壇的成员。
米莱还主持了自己的广播节目《粉碎神话》（Demoliendo mitos），定期邀请包括经济学家兼商人古斯塔沃·拉扎里、律师帕布罗·托雷斯·巴尔特（Pablo Torres Barthe）和政治学家玛丽亚·萨尔迪瓦（María Zaldívar）等自由主义和右派自由意志主義人物参与讨论。他在电视上的影响力也颇为显著，2018年《Ejes》排名显示，他是电视上接受采访最多的经济学家，共接受235次采访，总时长达到193,347秒。2021年，他的广播节目被指抄袭奥地利学派的人物米塞斯、羅斯巴德、哈耶克和布拉克等人的作品。他否认这些指控，称其“毫无道理”。
作为一名经济学家，米莱在其著作中经常使用数学公式和图表来阐述观点，这种方法引起了奥地利学派经济学家的批评。奥地利学派将经济学视为一門社会科学，因此对米莱通过数学阐述经济学的做法表示怀疑。此外，阿根廷的主流經濟學學家也批评米莱，认为他的概念混乱且使用的公式不正确。

米莱主張废除阿根廷央行、支持貨幣替代（允許阿根廷境內使用美元）、恢复金本位以及推行金屬主義等政策。2023年4月，托尔夸托·迪泰拉大学的经济学家康斯坦蒂诺·埃维亚（Constantino Hevia）表示：
“如果你稍微分析一下，你会意识到大眾遠遠高估了米莱對经济学的理解⋯⋯米莱總是高喊連他自己都不懂的概念，而且大眾就這樣被他誤導，還跟著他喊。實際上有很多概念米萊他根本就不懂，你只要看過他的筆記就知道了。"……“米莱的数学水平不夠，加之巨大的自负心态，导致他講的話經常錯漏百出。”

### 自由前进

#### 晋升为国会议员
2017年11月，米莱表示「所謂阿根廷经济学家的搖籃實際上就是马克思主义者的老巢」，他暗指的是布宜诺斯艾利斯大学经济学院，他還表示“支持凯恩斯主义经济学的畜生無處不在”。2017年2月，他認為多明戈·卡瓦略是该国最优秀的经济部长。2018年6月26日，在萨尔塔省聖何塞德梅坦舉行的一次会议上，一位名叫特雷西塔·弗里亚斯（Teresita Frías）的女记者批评米莱是在主張极权主义后，米萊說她是“一头驴”。2020年，他表示支持针对阿尔韦托·费尔南德斯政府的抗议活动。

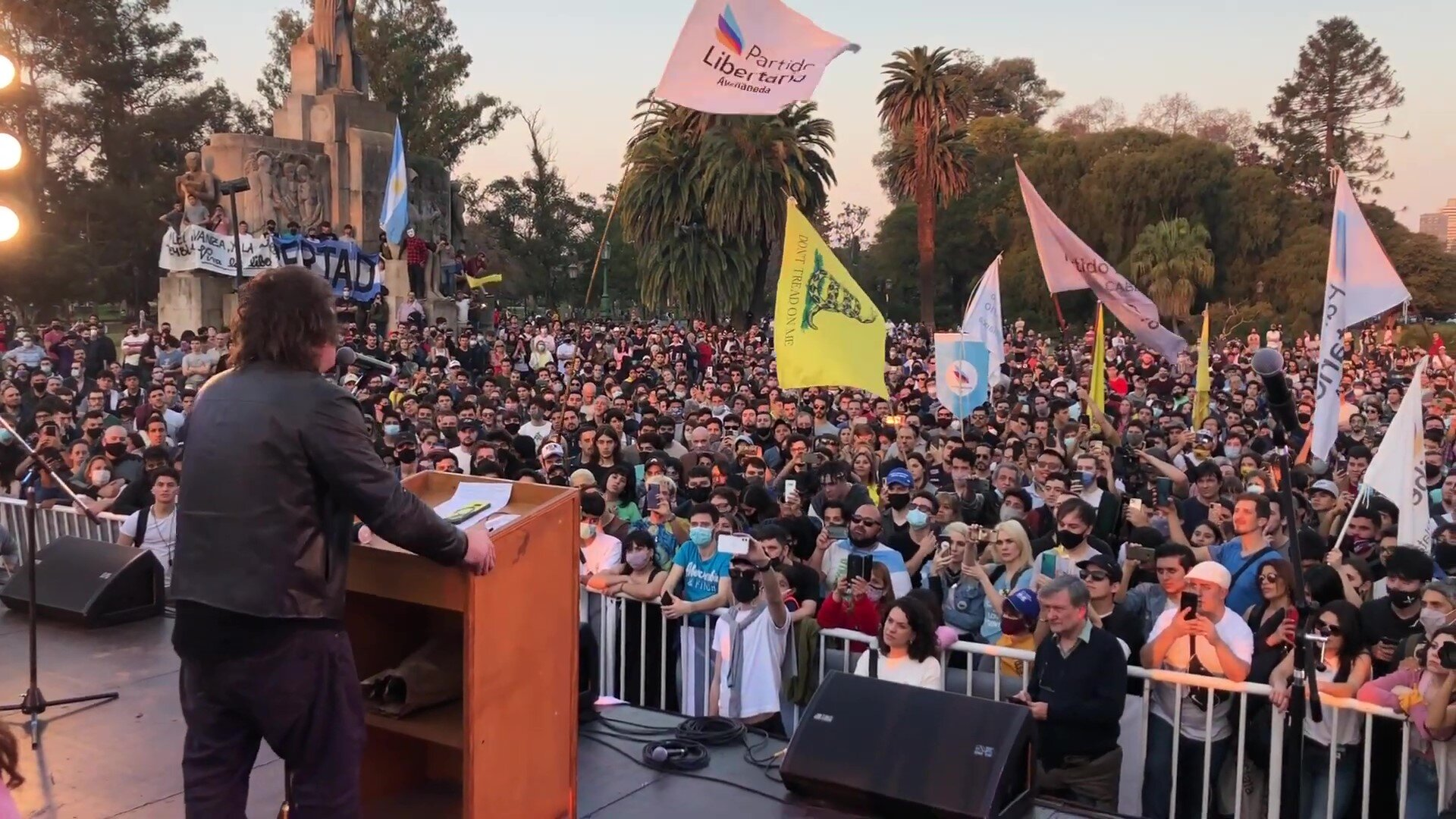
米萊為自己的2021年國會議員選舉造勢

在2021年競選阿根廷国家众议院议员期間，米莱主張不增加任何税收或新税种。他還建立了自由前进。 最終其本人成功當選阿根廷国家众议院议员。
米萊的競選口號是“我不是来引导羔羊的，我是来唤醒雄狮的”，米莱谴责政客“无用、不會工作、只會寄生”。他受到許多年轻人的支持，因为他經常在电视、广播和YouTube上宣傳自己。在担任议员期間，米莱每月舉辦抽獎活動，抽中者中獎後，米莱將自己當月議會發給他的月工資全部送給中獎者，而且任何人都能參加抽獎。

#### 2023年总统選舉
在2023年阿根廷初选的競選活動期間，米莱提出允许人民自由購買槍支和人体器官。此外他還承诺會废除自愿终止妊娠法案，并表示支持用刑法懲罰堕胎者。2023年8月，米莱表示：“某件事不違反法律并不意味着它就合理。我反对自愿终止妊娠法案，因为這個法律有违生命权⋯⋯至少我会就此举行一次全民公投。如果结果符合我的主張，自愿终止妊娠法案将被废除。”外交上他亲近美国和以色列，主張要與社會主義者和中央集權者鬥爭，不和社会主义者做任何生意，他表示他討厭中华人民共和国的領導人，他認為中國大陸沒有自由，因此他主張阿根廷應該凍結與中华人民共和国之間的關係，不過他會尊重阿根廷與中國大陸公司已經簽署的協議。
在2023年8月總統初选中，米莱獲得了30%的选票，並且成為排名第一的总统候选人，这是自1916年阿根廷大选以来，第一次有极右翼候选人赢得初选。在11月19日举办的第二轮投票中，米莱击败对手，成功当选为新一任阿根廷总统。

## 總統任期

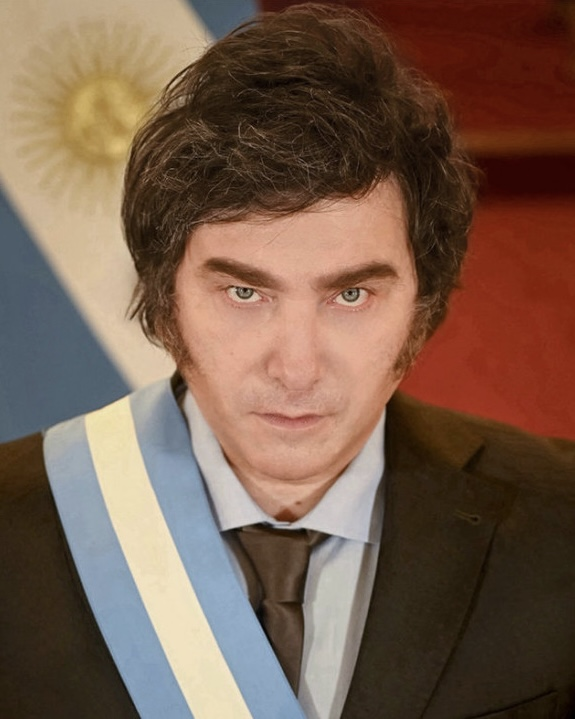
總統官方肖像

2023年12月10日，哈维尔·米莱在布宜诺斯艾利斯宣誓就职总统。他表示要实施令人痛苦的财政紧缩。
哈维尔·米莱上任後實施休克疗法，他削减公共支出，将国家部委从18个减至9个、国务秘书处数量从106个减至54个；不再進行公共工程建設，取消已经招标但未开工的项目；削减对能源和交通的补贴；提高进口税和非农业出口预扣税；阿根廷比索对美元的官方汇率调整为800比索兑换1美元，這導致阿根廷比索汇率急跌。阿根廷境內的肉類和汽油價格上漲明顯。政府对部分肉制品设置价格上限。阿根廷11个省政府同時宣布控制和减少公共支出，并宣布进入经济紧急状态。
2024年1月，阿根廷政府实现了近12年来的首次月度财政盈余。4月又實現2008年以來的首次季度預算盈餘。。同时，米莱关闭了阿根廷国家通讯社美洲通讯社、阿根廷司法与人权部国家反歧视、反排外、反种族主义局等机构，繼續削減公立大學的支出，裁撤政府僱員。他的一系列舉措引发了有700万会员组成的阿根廷劳工总联合会发起的大规模抗议活动。5月阿根廷全國又爆發兩場大規模抗議。
哈維爾的經濟政策的首要目標是解決阿根廷的通膨問題，在他上任前，阿根廷的年通膨率接近300%。因此，他推出了一系列財政緊縮措施，取消了一些針對能源和交通的補貼，並貶值阿根廷貨幣披索，每月通脹率成功由其上任時的25%一直下跌至2024年11月的2.4%。然而，根據阿根廷政府單位官方統計，阿根廷的貧困率從2023年下半年為41.7%，上升至2024年上半年52.9%，約有20%的人口屬於「極端貧困」，無法滿足基本生活需求；然而貧困率在2024年下半年大幅回落至38.1%，聯合國兒童基金會表示自米莱上任後，阿根廷有170萬名兒童擺脫了貧困。此外。2025年5月，消費者物價指數僅上漲1.5%，為五年來的最低水準。

## 政治主張
外界視米萊為極右派、右翼民粹主義者、极端保守主义者和右派自由意志主義者，亦有媒體以他與唐纳德·川普作比較，稱他「阿根廷川普」，不过他自认为是极小政府主义者或自由古典自由主义者，并主張無政府資本主義。在经济问题上，他与奧地利學派一致，认为阿根廷是一个税收地狱。他主张迅速削减政府支出以实现開支平衡。他經常在电视上露面批评克里斯蒂娜·费尔南德斯·德·基什内尔、毛里西奧·馬克里和阿尔韦托·费尔南德斯政府，批评他们支出過多和不懂得调整财政。在社会问题上，他认为仅在懷孕婦女生命受到威胁时才應該人工流产，并提议通过公投废除堕胎合法化（阿根廷已于2020年讓墮胎合法化）。他還反对强制性性教育；怀疑2019冠状病毒病疫苗；支持平民拥有枪支；赞成器官交易合法化；支持文化马克思主义阴谋论；支持全球暖化否定說。米莱並不反對LGBTQ，但反对向這些人提供援助，而其关于跨性别权益的立场亦仍引起了阿根廷LGBTQ活动人士的批评。

## 著作
- 《自由生活》2022
- 《结束通货膨胀》2023
- 《资本主义、社会主义与新古典主义陷阱》2024

## 個人生活
米萊的发型凌亂，他表示自己從不梳头发，有媒體亦以他的髮型與鲍里斯·约翰逊、唐納·川普、海尔特·维尔德斯等右翼民粹主義政客比較。2022年5月，他表示：“我不会因为自己有阴茎而道歉。我不必为自己是个白人男性以及擁有金发蓝眼睛而感到羞愧。”截至2023年8月，他仍然未婚，也沒有性伴侣。他在2017年10月接受《民族报》采访时表示他支持自由恋爱主义。在2020年6月的一个电视节目中，他透露自己“能够三个月不射精”。此外，他養了幾隻英國獒犬，起初是至2017年去世的柯南，往後將其克隆出六隻獒犬，其中一隻與其原型同名，另外五隻分別是安吉利托、穆瑞、米尔顿、罗伯特和卢卡斯。他将它们视为自己的孩子。他还神秘地表示，新柯南提供了总体策略的思路，罗伯特是让他“看到未来并从错误中吸取教训”的家伙，米尔顿负责政治分析，穆瑞负责经济。
米莱行事古怪，他曾在一次为御宅族和日漫迷举办的活动上扮成安资超人以“对抗凯恩斯主义者”。他自称“我来自利伯兰”“这是一片根据人类原始占有原则而创造的土地。克罗地亚和塞尔维亚之间7平方公里的土地，一个不纳税的国家，一个捍卫个人自由的国家，在这里，个人受到信任，而那些想要毁掉我们生活的集体主义王八蛋没有立足之地。”另外據美國CNN在10月16日報導指出，米萊在競選活動中高舉以及多次揮舞電鋸，一些阿根廷人遂將他比作日漫《电锯人》里面的「电锯恶魔波奇塔」。
虽然米莱自认为是天主教教徒，但他对方濟各持批评态度，他曾称其为“促进共产主义的耶稣会士”、“一个不堪入目的灾难性人物”和“地球上的一個邪恶勢力的代表”；他一度引用圣经经文內容批评国家這一體系，他認為国家是“一個邪恶的產物”，他還表示：“如果我必须在国家和黑手党之间做出选择，我会选择黑手党。因为黑手党有规则，黑手党不撒谎，而且黑手党內部之間還有竞争。”他每天还會阅读《妥拉》，并参观過正统犹太教拉比梅纳赫姆·门德尔·什内尔松的坟墓。米莱一度考慮要不要皈依猶太教，不過他表示一旦自己成為总统，遵守安息日可能會有點麻煩。2024年2月12日，米莱在与教皇会面后逆转了他对方济各“魔鬼”的评价，并称教皇是“当代最重要的阿根廷人”
米莱一度与自己的父母實質上斷絕關係，并認為他們已經死了。但他在2021年竞选國會議員期間，他選擇与自己的父母和解。他与他的妹妹卡琳娜·米莱一直保持着良好的关系，而且在他競選議員期間，他妹妹還幫忙協助竞选。
关于俄罗斯入侵乌克兰，米莱在2022年3月1日表态支持乌克兰抵御俄罗斯入侵。关于以色列—哈马斯战争，米莱表示认为以色列有权捍卫自己免受恐怖主义侵害。
2024年12月13日，意大利总理焦尔吉娅·梅洛尼向米萊授予意大利公民身份，理由是他具有意大利血統。